# Cova d'en Rotllan
Cova d'en Rotllan, dont le nom signifie « grotte de Roland » en catalan, est le nom donné à deux dolmens proches situés sur la commune de Corsavy, dans le département français des Pyrénées-Orientales.

## Localisation
Les deux dolmens (dénommés I et II) sont situés à environ 25 m l'un de l'autre, près du GR10, au-dessus du pla del Castella, à 1 000 m d'altitude.

## Historique
Le dolmen I est connu depuis longtemps des habitants de la région, comme l'atteste la toponymie, mais il n'a fait l'objet d'aucune publication avant le milieu du XXe siècle. Jean Abélanet et Pierre Ponsich fouillent l'édifice en 1958.

## Description

### Dolmen I
Le dolmen I est encore en bon état. C'est un dolmen de type simple (sans couloir) avec une entrée orientée au sud-sud-ouest. La petite chambre est délimitée par une dalle de chevet (1 m de long sur 1 m de haut et 0,20 à 0,25 m d'épaisseur) et deux orthostates latéraux de respectivement, 2 m et 2,20 m de long sur 0,35 m d'épaisseur, légèrement inclinés vers l'intérieur de la chambre. La table de couverture ne repose que sur les supports latéraux laissant une ouverture au-dessus de la dalle de chevet. Deux dalles minces situées à l'entrée, de respectivement 1,10 m de long sur 0,75 m de haut et 0,05 m d'épaisseur et 0,70 m de long sur 0,40 m de haut et 0,08 m d'épaisseur, auxquelles sont accolées une dalle plus massive de forme trapézoïdale (1,45 m de long sur 1,10 m de haut et 0,30 m d'épaisseur) s'adaptant parfaitement à la forme de l'entrée ferment la chambre. Toutes les dalles sont en granite d'origine locale. Le tumulus est de forme circulaire (12 m de diamètre) mais pourrait avoir été remanié lors de la construction du chemin voisin.
Le dolmen I ayant été pillé de longue date, la fouille de 1958 n'a livré qu'un petit matériel lithique en silex (1 pointe de flèche ovale, 1 lame retouchée, 1 petit grattoir) et en quartz (1 cristal transparent prismatique et 2 fragments de cristal rose) et quelques tessons de céramique modelée à pâte bien cuite avec un décor constitué de légères ondulations. L'ensemble peut être rattaché au Chalcolithique et au début de l'âge du bronze, durant la seconde moitié du IIIe millénaire av. J.-C.,.

### Dolmen II
L'édifice est une petite tombe dolménique totalement ruinée dont il ne demeure que deux dalles disposées à angle droit de respectivement 0,85 m et 1,30 m de long sur 0,18 m d'épaisseur. Aucune trace de tumulus n'est visible. Un sondage réalisé sur place en 1957 n'a fourni qu'un tesson de céramique de type préhistorique.

## Folklore
Comme plusieurs autres mégalithes des Pyrénées-Orientales, les dolmens de Corsavy sont associés à la légende de Roland. Selon la légende, Roland avait l'habitude de venir s'y reposer. D'autres sites proches portent le même nom légendaire : la Caixa de Rotllan à Arles-sur-Tech et l'abeurador del cavall de Rotllan (« abreuvoir du cheval de Roland »), un bassin où le chevalier légendaire aurait fait boire son cheval.  Le terme de cova (« grotte ») semble indiquer que l'intérieur du dolmen est difficilement accessible.